# Vanilje
Vanilje (Vanilla) (tidligere vanille) er dels navnet på en slægt af orkideer med over 100 arter og dels betegnelsen for et krydderi, der købes som behandlede frugter af nogle Vanilje-arter. 
| Beskrevne arter |

- Guadeloupevanilje (Vanilla pompona)
- Prydvanilje (Vanilla aphylla)
- Ægte vanilje (Vanilla planifolia)

| Andre arter |

- Vanilla barbellata
- Vanilla chamissonis
- Vanilla claviculata
- Vanilla dilloniana
- Vanilla edwallii
- Vanilla mexicana
- Vanilla odorata
- Vanilla phaeantha
- Vanilla pilifera
- Vanilla poitaei
- Vanilla siamensis

Normalt anvendes kun kornene (frøene) i frugten, selv om skallen kan koge med i retter som risengrød. Vaniljefrugten indeholder verdens mindste frø, og hver frugt kan indeholde usandsynligt mange frø. Smagen sidder hovedsagelig i selve frøene og hinden uden om frøet.
Smagen i vanilje er meget kompleks. Hovedbestanddelen er vanillin, men hertil kommer mange forskellige kemiske substanser, der alle bidrager til at give vaniljen den rigtige smag. Af disse stoffer er fenoler, fenolætere, alkoholer, carbonylforbindelser, syrer, estere, lactoner, alifatiske, aromatiske kulhydrater og heterocykliske forbindelser. Selv i meget små mængder påvirker de vanillens smag. 
Ud over de nævnte stoffer findes også sukker, fedt, cellulose, mineraler og vand i vanille.
For at få smagen frem i vaniljefrugten må den behandles fx med dampning og tørring.
Vaniljeplanten stammer fra Mexico og Guatemala, men dyrkes også i Indonesien, på Tahiti og Madagaskar. Uden for Amerika må planten bestøves manuelt og det gør vaniljen kostbar.
Vaniljen har været et kendt krydderi i mange århundreder; aztekerne og mayaerne benyttede det bl.a. i deres kakaodrik.

## Kager med vanilje
- Juledrømme

 Der er for få eller ingen kildehenvisninger i denne artikel, hvilket er et problem. Du kan hjælpe ved at angive troværdige kilder til de påstande, som fremføres i artiklen.